# 523 a.C.
Il 523 a.C. (DXXIII a.C. in numeri romani) è un anno  del VI secolo a.C.

## Eventi
Tentativo fallito d'invasione della Nubia ad opera dei Persiani, che avevano da poco conquistato l'Egitto: malaria, dissenteria e mancanza d'acqua falcidiarono l'esercito invasore strada facendo.